# Hylopsar
Hylopsar – rodzaj ptaków z rodziny szpakowatych (Sturnidae).

## Występowanie
Rodzaj obejmuje gatunki występujące w Afryce Subsaharyjskiej.

## Morfologia
Długość ciała 18 cm, masa ciała 50–79 g.

## Systematyka

### Etymologia
Greckie ὑλη hulē – „teren lesisty, las”; ψαρ psar, ψαρος psaros – „szpak”; obydwa gatunki z tego rodzaju zamieszkują dolne partie lasu.

### Podział systematyczny
Takson ostatnio wyodrębniony z Lamprotornis. Do rodzaju należą następujące gatunki:
- Hylopsar purpureiceps (J. Verreaux & E. Verreaux, 1851) – błyszczak purpurowogłowy
- Hylopsar cupreocauda (Hartlaub, 1857) – błyszczak miedzianosterny